# Hosea Jaffe
Hosea Jaffe (Città del Capo, 1921 – San Martino Valle Caudina, 19 dicembre 2014) è stato un economista, storico e scrittore sudafricano, autore di numerose opere sulla storia africana e sul sistema economico mondiale.

## Biografia
Ha insegnato in Sudafrica, in Kenya, ad Addis Abeba, a Londra e in Lussemburgo; è stato visiting professor in università africane, indiane ed europee.
Nel 1943 è stato cofondatore del Non European Unity Movement of South Africa, alle cui attività ha partecipato fino al 1960; nel 1989-90 ha tenuto un discorso alla conferenza di Cape Town del New Unity Movement. Ha tenuto in seguito numerose conversazioni e lezioni in meeting e università sudafricane.
Samir Amin scrisse così nella prefazione dell'autobiografia di H. Jaffe (dal titolo L'Apartheid intorno a me (2018)): «Le memorie che Hosea Jaffe ci lascia sono preziose. Sono quelle di un combattente comunista sudafricano che aveva capito che l'apartheid serviva con perfetta efficienza lo sviluppo del capitalismo in quella regione del mondo. Le sue analisi mettono in evidenza le disastrose conseguenze dell'abbandono della prospettiva internazionalista - inevitabilmente anti-imperialista - da parte dei popoli degli Stati Uniti, dell'Europa e del Giappone».

## Opere
Tra le sue pubblicazioni editi presso Jaca Book, vi sono: 
- Marxian Light on Science: the evolution of the scientific method (1942),
- Il Colonialismo Oggi (1970),
- La fine della leggenda: l'Etiopia  (1971),
- Dal tribalismo al socialismo: storia dell'economia politica africana (1971),
- Processo capitalista e teoria dell'accumulazione (1973),
- Storia del Sudafrica (1980),
- The Pyramid of Nations (1980),
- Marx e il colonialismo (1977),
- History of Africa (1985),
- Stagnazione e sviluppo economico (1986),
- Progresso e nazione - economia ed ecologia (1990),
- European Colonial Despotism (1994),
- La Germania: verso il nuovo disordine mondiale (1994),
- Via dall'azienda mondo. Dove destra e sinistra stanno dalla stessa parte (1995),
- La liberazione permanente e la guerra dei mondi  (2000);
- La trappola coloniale oggi. Sudafrica, Israele, il mondo  (2003);
- L'imperialismo dell'auto. Auto + Petrolio = Guerra  (2004);
- Introduzione alla storia e alla logica dell'imperialismo  (con L. Vasapollo e H. Galarza, 2005);
- Davanti al colonialismo. Engels, Marx e il marxismo  (2007);
- Abbandonare l'imperialismo  (2008);
- Era necessario il capitalismo?  (2010).